# Amarna Royal Tombs Project
L'Amarna Royal Tombs Project (ARTP, en català Projecte de les tombes reials d'Amarna) va ser una expedició arqueològica creada el 1998 per investigar sobre el terreny i en els registres el destí del contingut dels morts Amarna desapareguts a causa de l'abandonament del-Amarna a la Vall dels Reis durant el regnat de Tutankamon. El director de ARTP és Nicholas Reeves.